# Silvije Glojnarić
Silvestar „Silvije“ Glojnarić (* 2. Dezember 1936 in Ladislavec) ist ein kroatischer Jazzschlagzeuger, Arrangeur, Komponist und Orchesterleiter, der auch unter dem Pseudonym Glenn Rich Plattenaufnahmen machte.

## Leben und Wirken
Glojnarić bildete seit 1960 mit Boško Petrović, Davor Kajfeš und Miljenko Prohaska das Zagreb Jazz Quartet, aus dem Ende der 1960er Jahre mit Art Farmer das  Zagreb Jazz Quintet entstand. Mit dieser Gruppe hatte er viele Auftritte, auch im Ausland, und spielte mehrere Alben ein (1965 auch mit den Gästen Buck Clayton und Big Joe Turner). 1962 nahm er mit John Lewis und Albert Mangelsdorff in Deutschland das Album  Animal Dance  auf.
1970 schrieb er die Filmmusik für Lisice von Krsto Papić. 1971 nahm Glojnarić das Album Studio Jazz Orchestra für Jugoton auf, auf dem er selbst zwei eigene Kompositionen, Samba Rodriques und In Dreams dirigierte. 1975 erschien das erste Album unter seinem Namen Ines, Don't Dive Up, das neun Stücke von ihm enthielt. 1973 spielte Johnny Griffin zwei seiner Titel ein, Atomic Griff und Aniana. Slide Hampton präsentierte sein Concerto for Trombone and Big Band; Stan Getz nahm 1975 seine Ballade Anabella auf, Leo Wright Dreams.
1979 schloss Glojnarić eine Ausbildung in Komposition und Musiktheorie an der Musikakademie der Universität Zagreb ab. Zwischen 1981 und 1988 leitete er das Tanz-Orchester von Radio Zagreb. Von 1988 bis 1992 und von 1996 bis 2008 war er der Chefdirigent der Zagreb Radio Jazz Band; mit ihr war er Gast auf zahlreichen europäischen Jazzfestivals. Auch arbeitete er mit Musikern wie Lee Konitz, Art Taylor, Bob Mover, Buddy DeFranco, Georgie Fame, Csaba Deseő oder Toots Thielemans zusammen. Weiterhin arrangierte er für die SFB Big Band und die Musicalbühne.

## Preise und Auszeichnungen
Glojnarić wurde mehrfach für seine Arrangements auf kroatischen Festivals ausgezeichnet. Der Kroatische Komponistenverband verlieh ihm 2003 für seine Komposition Sun Ergos (für Tenorsaxophon und Big Band) den Miroslav-Sedak-Bencic-Preis. 2009 verlieh ihm der kroatische Präsident einen Orden für seine herausragenden Beiträge zur Förderung der Kunst und Kultur Kroatiens. 

## Diskographische Hinweise
- Ines, Don't Dive Up (PGP RTB&Alta, 1975)
- Croatian Radio Television Big Band - 75 years of Croatian Radio and 45 years of Croatian Television (Croatian Radio television/Cantus/CCS, 2001)
- Zagreb Jazz Quartet/40 years (Croatia Records, 2001)
- BP Club Jazz Gala (Croatia Records, 2005)